# Ан-10
Ан-10 «Україна» (за кодифікацією НАТО: Cat — «Кіт») — радянський середньомагістральний пасажирський літак. Створений під безпосереднім керівництвом Олега Антонова.

## Проєктування, розробка та експлуатація

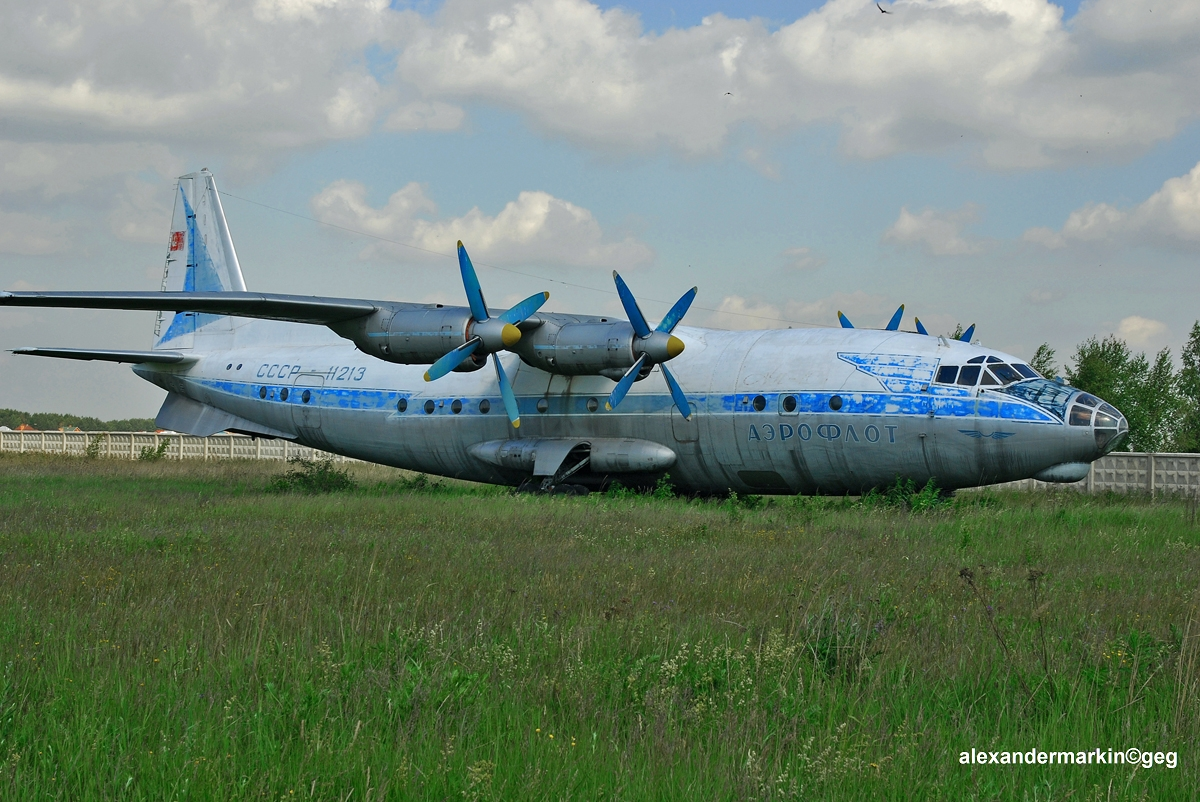
Ан-10, Центральный музей Военно-воздушных сил РФ

Розробка нового чотирьохдвигунного пасажирського літака «У» («Україна»), призначеного для експлуатації на авіалініях довжиною від 500 до 2000 км, почалася в АНТК ім. О. К. Антонова наприкінці 1955 року відповідно до постанови уряду від 30 листопада 1955 року. Завданням передбачалося застосування двигунів НК-4 або ТВ-20 (АІ-20). У травні 1956 року відбувся захист ескізного проєкту. Уже через п'ять місяців був затверджений макет літака.
Перший політ Ан-10 здійснив 7 березня 1957, за штурвалом якого знаходився екіпаж у складі командира Я. І. Берникова, другого пілота В. А. Шевченка, штурмана П. В. Кошкіна, бортмеханіка А. В. Калінічіна, бортелектрика І. Д. Євтушенка і провідного інженера з випробувань А. П. Ескіна, з аеродрому Київського авіазаводу в Святошині. Посадку літак провів на військовому аеродромі в Борисполі. Перша публічна демонстрація літака відбулася в липні 1957 року в аеропорту Внуково. За підсумками державних випробувань, що завершилися в червні 1959 року, машину рекомендували до серійного виробництва.
27 квітня 1959 Ан-10 виконав свій перший технічний рейс, а рівно через місяць відбувся рекламний політ за маршрутом Київ — Москва — Тбілісі — Адлер — Харків — Київ. За розрахунками, а Ан-10 в ті роки був в числі найрентабельніших літаків[де?], вартість перевезення одного пасажира була значно нижче, ніж на Ту-104А, головним чином, завдяки більшій пасажиромісткості. 22 липня 1959 почалася експлуатація літака в Аерофлоті на трасі Москва — Сімферополь.
Вироблявся з 1957 по 1960 рр. Єдиний оператор літака — Аерофлот. Вироблено всього 108 лайнерів: у 1957 році — 1, в 1958 році — 20, у 1959 році — 46 і в 1960 році — 41. Вони склали 26 серій: 16 по 3 машини і 10 по 6. Конструкція фюзеляжу майже повністю збігається з конструкцією фюзеляжу Ан-12. Головна відмінність — задня частина літака виконана як частину салону для перевезення пасажирів. У середній частині фюзеляжу замість вантажної кабіни Ан-12 розташований пасажирський салон, передня частина літака з кабіною екіпажу майже повністю збігається з передньою частиною Ан-12. Кабіна екіпажу герметична і відділена від герметичного пасажирського салону гермоперебіркою через уніфікації виробництва Ан-10 і Ан-12, що мав негерметичну вантажну кабіну. Ан-10 був спроєктований так, що в разі війни він міг бути швидко перебудований у вантажний літак, майже повністю схожий на Ан-12. У реальності один екземпляр Ан-10 було експериментально перероблено у вантажний літак.
У 1973 році ухвалили рішення про припинення експлуатації на лініях Аерофлоту усього парку літаків Ан-10.

## Конструкція
Ан-10 — вільнонесучий високоплан суцільнометалевої конструкції, з однокілевим вертикальним оперенням. Крило — трапецієвидне, дволонжеронне. Складається з центроплану, двох середніх і двох крайніх відокремлених частин. За своїм аеродинамічним компонуванням крило аналогічне крилу Ан-8, але відрізняється відхиленими вниз на кут 3 градуса кінцевими частинами. У міжлонжеронній частини розміщені м'які паливні баки. Механізація крила складається з двощілинних закрилків і інтерцепторів. На двосекційних елеронах встановлені тримери — сервокомпенсатори. Ан-10 оснащений чотирма, встановленими на крилі, турбогвинтовими двигунами. Екіпаж складається з семи чоловік: командир корабля, другий пілот, штурман, радист, бортмеханік і два бортпровідника.

### Фюзеляж
Балочно-стрінгерний напівмонокок круглого перерізу. Складається з 110 стрингерів і 68 шпангоутів. Загальна довжина фюзеляжу — 34 м, максимальний діаметр — 4,1 м. Технологічно фюзеляж розділений на чотири відсіки. Перші три відсіки зістиковано між собою болтами, хвостовій відсік приєднаний за допомогою дюралюмінієвих стрічок і заклепок. Від носа до 60 шпангоута фюзеляж герметичний. Засклення ліхтаря штурмана виконано з оргскла товщиною 12 мм, а ліхтаря льотчиків — 18 і 24 мм. Пасажирська кабіна розділена на три частини: передній, середній і задній пасажирські салони. У літаку є три купе: два між переднім і середнім пасажирськими салонами, і одне в кінці кабіни. Також між першими двома салонами розміщуються передній вхідний тамбур, буфет і багажник, а між середнім і заднім — задній вхідний тамбур, гардероб і туалет. Максимальна ширина пасажирських салонів — 3,9 м, а висота — 2,6 м. На лівому борту фюзеляжу розташовані двоє пасажирських дверей, а на правому — два вантажних люки. Крім того, є п'ять аварійних люків. Під підлогою пасажирських приміщень знаходяться: відсік прибраного положення передньої опори шасі, передній вантажний відсік, відсік прибраного положення основних коліс шасі, задній вантажний відсік, три підпільних багажника, доступ до яких здійснюється через люки в підлозі, і відсік хвостової опори.

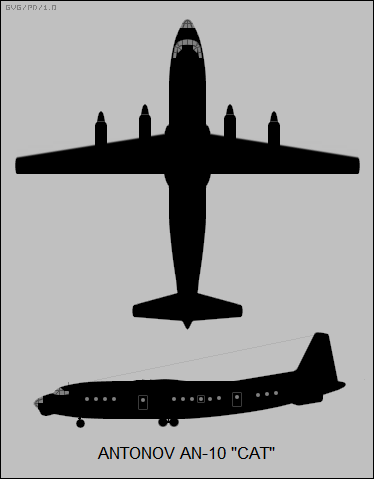

### Крило
Конструкція крила — дволонжеронна, кесонного типу. Технологічно розділено на п'ять частин: центроплан, дві середні (СЧК) і дві консольні (КЧК) частини. По всьому розмаху задньої кромки КЧК розташовується двосекційний елерон, що має внутрішнє вагове балансування. Кожна його секція навішена на двох кронштейнах. Коренева секція оснащена тримером-сервокомпенсатором. Загальна площа елеронів — 7,84 м², кути відхилення — 25° (вгору) і 15° (вниз). Весь розмах задньої кромки СЧК займає висувний двощілинний закрилок з дефлектором. Закрилок підвішений на п'яти монорейках за допомогою кареток і приводиться в рух двома гвинтовими підіймачами. Загальна площа закрилків — 26,5 м², кути відхилення — 25° (при зльоті) і 33° (при посадці). Для поліпшення поперечної керованості літака всередині хвостових частин СЧК, встановлені пластинчасті елерони-інтерцептори, що висуваються з крила вверх при відхиленні вгору найближчого до них елеронa. У кесонах центроплану і СЧК розташовуються м'які паливні баки. Внутрішні порожнини цих кесонів облицьовані листами з склотекстоліту.

### Хвостове оперення
Вільнонесне, складається із стабілізатора з кермом висоти, кіля з кермом напрямку, форкіля, підфюзеляжного гребеня і двох закріплених на кінцях стабілізатора шайб. Площа горизонтального оперення — 26,1 м², вертикального оперення — 17,63 м², однієї шайби — 4,0 м², форкіля — 3,63 м², гребеня — 2,75 м². Кермо однолонжеронної конструкції. Площа керма висоти −7,1 м², кути відхилення — 28° (вгору) і 13° (вниз). Кожна половина керма висоти навішена на чотирьох кронштейнах і оснащена тримером. Площа керма напряму — 7,85 м², кути відхилення — ±24,5°. Кермо напряму має п'ять вузлів навішування, на ньому встановлені тример і пружинний сервокомпенсатор. Рулі, тримери і сервокомпенсатор виконані з аеродинамічною компенсацією і ваговим балансуванням. Обшивка тримерів та сервокомпенсатора полотняна.

### Шасі
Шасі включає чотири опори: передню, дві основні та хвостову запобіжну. База шасі — 9,58 м, колія — 4,92 м. Основні опори шасі, коли прибираються, повертаються до осі симетрії літака, а передня і хвостова — назад по польоту. Основна і передня опори складаються з: телескопічної амортизаційної стійки, чотириколісного візка (основна) і двох зблокованих коліс (передня), складного підкоса, циліндра прибирання-випуску, замків і механізму керування стулками. Також до складу основної опори входить стабілізуючий амортизатор і подкосна ферма. Передня опора — керована, тому до її складу ще входить рульовий циліндр-демпфер і механізм повороту із спостережною системою. Хвостова опора складається з щитка, вилчаті підкоси, амортизатора і електромеханізму прибирання-випуску. Всі опори оснащені азотно-оливними амортизаторами. Колеса основних опор КТ-77 розміром 1050×300 мм забезпечені дисковими гальмами і інерційними антиюзовими датчиками УА-23/2. Передні колеса К2-92/1 без гальм, розміром 900×300 мм, вони можуть повертатися на кут ± 35° від штурвала або на кут ± 9° від педалей керування. Пневматики коліс напівбалонного типу. Тиск у пневматика основних коліс — 6,5 кгс/см, передніх — 5,0 кгс/см.

### Силова установка
Силова установка складається з чотирьох турбогвинтових двигунів АІ-20 з металевими чотирилопастевими повітряними гвинтами АВ-68І змінного кроку. Двигун АІ-20 — одновальний турбогвинтовий авіадвигун з осьовим 10-ступеневим компресором, кільцевою камерою згоряння, 3-ступінчастою турбіною, планетарним редуктором і нерегульованим реактивним соплом. Потужність двигуна на злітному режимі — 4000 к.с. Двигун обладнаний системою автоматичного регулювання, яка підтримує постійне число обертів ротора на всіх робочих режимах. Керування двигуном — механічне, проводка від керма керування двигуном — тросова. Двигуни запускаються стартер-генераторами СТГ-12ТМ. Двигун розташовується в мотогондолах перед крилом. Двигун кріпиться до силового шпангоута гондоли за допомогою рами з амортизаторами. Шпангоут за допомогою ферми і двох підкосів закріплений на передньому лонжероні СЧК.

### Гвинт
Гвинт АВ-68І — тяговий, лівого обертання, флюгований, діаметром 4,5 м. Флюгування його проводиться льотчиком або системою автоматичного флюгування. Вивід гвинта з Флюгерського положення примусовий. Переклад лопатей на мінімальний установчий кут при пробігу після посадки забезпечує додаткове гальмування літака за рахунок авторотації гвинта.

### Паливна система
Включає 22 м'яких бака, розташованих усередині кесонів центроплану і СЧК. Двигуни отримують паливо з свого півкрила. Праві та ліві групи баків з'єднані між собою трубопроводом з краном кільцювання. Загальна ємність паливних баків — 14270 л. На літаку застосовується паливо — Т-1, ТС-1 і Т-2. На верхній поверхні крила є заливні горловини для заправлення баків самопливом або це можна робити централізовано під тиском через заправний штуцер в передній частині правого обтічника шасі. У польоті система нейтрального газу заповнює простір над паливом вуглекислим газом, а також ця система використовується як додатковий засіб пожежогасіння.

### Мастильна система
Кожен двигун має автономну мастильну систему (ємність бака для оливи 58 л), яка забезпечує подачу мастила для змащування і охолодження двигуна, керування повітряним гвинтом, роботи ІКМ та системи регулювання. Під повітрозабірником мотогондоли встановлений сотоподібний, регульований мастильний радіатор.

### Протипожежна система
Складається з шести вогнегасників ОС-8М, системи сигналізації про пожежу ССП-2А, трубопроводів і розпилювальних колекторів. Всі вогнегасники об'єднані в три черги по два в кожній. Перша черга розряджається у загрозливий відсік автоматично за сигналом датчиків ССП, інші включаються командиром судна. При аварійній посадці літака від кінцевиків[що це?] на нижній поверхні фюзеляжу спрацьовують всі вогнегасники, направляючи вогнегасну суміш у всі відсіки. Протипожежною системою оснащені паливні відсіки крила і гондоли двигунів.

### Система керування
Механічна, безбустерна. Керування кермом і елеронами здійснюється жорсткими тягами, до них підключені кермові машинки РА5-ВП автопілота АП-28д. У системі керування кермом висоти встановлені пружинні завантажувачіі[що це?]. Проводки керування тримерами керма висоти і механізмами стопоріння — тросові. Керування тримерами елеронів і керма напряму — електродистанційне. Пластинчасті елерони-інтерцептори приєднані до тяги керування елеронами. Літак оснащений механічною системою стопоріння керма і елеронів на землі.

### Гідравлічна система
Складається з двох незалежних систем — правої і лівої. Кожна система працює від двох гідронасосів, встановлених, відповідно, на правих і лівих двигунах. Обсяг кожної гідросистеми −60 л. Номінальний робочий тиск — 150 кгс/см². Гідросистема заправляється мінеральною оливою АМГ-10. При відмові обох систем окремі гідроагрегати працюють від ручного насоса. При необхідності в ручному насосі передбачена можливість використання палива як робочої рідини.
Права гідросистема призначена для приводу закрилків, основного прибирання-випуску шасі, керування передньою опорою шасі, живлення приводів склоочисників і рульових машинок автопілота, аварійного гальмування коліс і керування нижнім аварійним люком.
Ліва система служить для приводу закрилків, основного гальмування коліс, флюгування гвинтів, керування нижнім аварійним люком, аварійного прибирання-випуску шасі та аварійної зупинки двигунів.
За допомогою ручного насоса можна забезпечити випуск закрилків, роздільний випуск шасі, створення тиску в лівій системі з одночасною зарядкою її гідроакумулятора, заповнення гідрорідиною баків обох систем та її перекачування з одного бака в іншій.

### Електросистема
Забезпечує живлення постійним струмом напругою 27 В, змінним (з частотою 400 Гц) однофазним струмом напругою 115 В і трифазним струмом напругою 36 В. На кожному з чотирьох двигунів встановлено по два стартер-генератора СТГ-12ТМ, які є основними джерелами постійного струму, а резервними — сім акумуляторних батарей 12-САМ-28, розташованих у обтічниках шасі. Також на двигунах встановлені по одному генератору СГО-12 для забезпечення споживачів змінним однофазним струмом. Резервним джерелом змінного однофазного струму служить перетворювач ПО-750, підключений до мережі постійного струму. Два перетворювача ПТ-500Ц (основний і резервний) і один перетворювач ПАГ-1ФП служать джерелами змінного трифазного струму. Розподільні мережі постійного і змінного однофазного струму — однопровідні, трифазного струму — трипровідні з ізольованим нулем. Аеродромне живлення постійним і змінним однофазним струмом здійснюється через відповідні роз'єми, що знаходяться в задній частині правого обтічника шасі. При непрацюючих двигунах і відсутності відповідного аеродромного живлення перетворювач ПО-750 використовується для живлення на землі споживачів змінного однофазного струму.

### Радіоустаткування
Радіоустаткування літака призначене для здійснення двостороннього телефонного та телеграфного зв'язку з землею і між літаками в повітрі, внутрішнього телефонного зв'язку, а також для того, щоб вирішувати навігаційні завдання з літаководіння і заходити на посадку в складних метеоумовах вдень і вночі.
До складу радіозв'язкового устаткування входить: літаковий переговорний пристрій СПУ-6; командна УКХ радіостанція РСІУ-4П; командно-резервна KХ радіостанція РСБ-5 з блоком СВБ-5 і приймачем УС-8 і радіостанція 1-РСБ-70 з блоком БСБ-70 і приймачем РПС.
Радіонавігаційне обладнання складається з прийомоіндикатора місця розташування літака в гіперболічній системі координат, апаратури сліпої посадки СП-50, радіовисотоміру РВ-2 з сигналізатором З-2В, двох автоматичних радіокомпасів АРК-5 і маркерного приймача МРП-56П.
Також на борту є панорамний радіолокатор РБП-3. Блоки радіообладнання живляться від мереж постійного і змінного однофазного струму.

### Пілотажно-навігаційне обладнання
Забезпечує визначення місця розташування і курсу літака, і політ за заданим маршрутом. Пілотажно-навігаційне обладнання (ПНО) полегшує пілотування літака в складних метеоумовах і вночі. ПНО складається з електрогідравлічного автопілота АП-28д, гіронапівкомпаса ГПК-52, дистанційного компаса ГИК-1, астрокомпаса ДАК-ДБ-5, магнітних компасів КИ-13, авіагоризонтів АГБ-2, покажчика повороту ЕУП-53, навігаційного індикатора НИ-50БМ, барометричного висотоміра ВД-10 (або ВД-20), варіометра ВАР-30-3, комбінованого покажчика швидкості Кус-1200, термометра зовнішнього повітря ТНВ-15 і годинника АЧХО.

### Система проти обледеніння
Складається з повітряно-теплової та електротеплової систем.
Тепле повітря відбирається від компресорів двигунів і надходить у повітрянотеплову систему проти обледеніння (СПО), яка захищає від обмерзання носиків крила, передньої кромки повітрозабірників мотогондоли і повітря повітряного радіатора системи кондиціонування повітря, тунелі мастильних радіаторів. Також теплим повітрям обдувається скло ліхтарів штурмана і льотчиків для запобігання їх запотівання.
Електротеплова СПО захищає лопасті гвинтів, носики кіля, стабілізатора і шайб, приймачі повітряного тиску і переднє триплексне скло ліхтарів.

### Системакондиціонування повітря
Повітря, що відбирається від компресорів двигунів, охолоджується в повітряному радіаторі і при необхідності в турбохолодильнику, встановленому в лівому обтічнику шасі, далі через колектори розподіляється по кабіні і салонах. Для опалення пасажирських салонів повітря надходить у вертикальні канали між шпангоутами фюзеляжу і нагріває/охолоджує панелі внутрішнього облицювання салонів. Кабіна екіпажу опалюється повітрям, яке надходить до стекол ліхтарів. Система кондиціонування повітря забезпечує надлишковий тиск 0,5 кгс/см² при висоті польоту понад 5200 м і рівномірний розподіл температури в межах 18-24°С.

### Кисневе обладнання
Забезпечує короткочасну подачу кисню всім членам екіпажу і в разі необхідності — окремим пасажирам. Робочі місця екіпажу оснащені стаціонарними кисневими приладами КП-24М з масками КМ-16Н. Пасажири користуються переносними кисневими приладами КП-21 з масками КМ-15М і балонами КБ-3, які під час польоту заряджають від стаціонарних балонів КБ-1. При розгерметизації кабіни кисень подається всім членам екіпажу протягом 15-20 хв.

### Пасажирське обладнання
Пасажирські салони обладнані здвоєними і строєними блоками м'яких крісел. Поздовжній крок крісел становить 900–930 мм. Середня ширина проходу між блоками крісел 410 мм. Спинка крісла — регульована. Кожне місце оснащено індивідуальним світильником, радіонавушниками, знімним столиком і попільничкою. На підлокітнику є кнопки виклику бортпровідника, включення освітлення та радіонавушників. У передніх пасажирських купе встановлені двомісний та тримісний дивани, а в задньому два тримісні. Між диванами знаходяться відкидні столики.
Літак обладнаний трьома туалетами, два з яких знаходяться в передньому і задньому пасажирських салонах і один — навпроти задніх вхідних дверей. Кожен туалет обладнаний умивальником, унітазом, ящиком для сміття та шафкою для термосів з питною водою.
У літаку працює буфет, який забезпечує пасажирів у польоті гарячою та холодною їжею. Він оснащений шафою для контейнерів з продуктами, трьома електроплитами, двома електрокавоварками, електродуховою шафою, термосами для продуктів і холодильником для пляшок. Частина кухонного обладнання встановлена поруч з буфетом в передньому вхідному тамбурі, тут же знаходяться сидіння бортпровідників.
Для розміщення верхнього одягу пасажирів є два гардероби в передньому салоні і один — у середньому. Пасажирські салони і купе оснащені верхніми багажними полицями для ручної поклажі.

## Модифікації
- Ан-10А — з подовженим фюзеляжем і з двигунами АІ-20А, а потім АІ-20К. Машина випускалася спочатку на 89 і 100 пасажирських місць, згодом їх число було доведено до 118, потім і до 132.
- Ан-10Б — з оновленим радіоустаткуванням і зміненою компоновкою салону, що вміщав до 118 пасажирів.
- Ан-10В (Ан-16) — з подовженим на 6 м фюзеляжем, що вміщає до 174 пасажирів. (Проєкт)
- Ан-10ТС — військово-транспортний, вантажопідіймальністю 14500 кг, здатний десантувати особовий склад ВДВ в повітрі.
- Ан-10Д — збільшеної дальності (Проєкт). Використання вільних відсіків крила для розміщення баків з пальним підвищує дальність польоту до 3650 км. Але проєкт Ан-10Д так і залишився на папері.

## Аварії та інциденти
Протягом періоду експлуатації втрачено 14 літаків типу Ан-10, в результаті чого загинуло 373 людини. Ан-10 перевезли більш ніж 35 мільйонів пасажирів та 1,2 млн тон вантажу. З його конкурентом Іл-18 за той же період сталася 51 катастрофа, у яких загинуло 1359 людей.
| Дата     | Бортовий номер | Місце катастрофи (всі у СРСР) | Жертви  | Короткий опис                                                                                          |
| -------- | -------------- | ----------------------------- | ------- | --- |
| 29.04.58 | СССР-Л7256     | Вороніж                       | 1/5     | Розбився під час випробувального польоту.                                                              |
| 16.11.59 | СССР-11167     | Львів                         | 40/40   | Зірвався в піке при заході на посадку, обмерзання.                                                     |
| 26.02.60 | СССР-11180     | Львів                         | 32/33   | Зірвався в піке при заході на посадку, обмерзання.                                                     |
| 27.01.62 | СССР-11148     | Ульяновськ                    | 13/14   | Розбився при зльоті, відмова двигуна.                                                                  |
| 28.07.62 | СССР-11186     | Сочі                          | 81/81   | Розбився в горах при заході на посадку.                                                                |
| 08.02.63 | СССР-11193     | Сиктивкар                     | 7/7     | Тренувальний політ, обмерзання і відмова двигунів.                                                     |
| 08.08.68 | СССР-11172     | Мирний                        | 0/?     | Викотився з ВПП через неполадки з шасі.                                                                |
| 12.10.69 | СССР-11169     | Мирний                        | 0/?     | Посадка на вкриту льодом ЗПС.                                                                          |
| 15.05.70 | СССР-11149     | Кишинів                       | 11/11   | Втрата керування під час тренувального польоту при заході на друге коло з двома заглушеними двигунами. |
| 08.08.70 | СССР-11188     | Кишинів                       | 1/?     | Аварійна посадка, пожежа двигуна.                                                                      |
| 31.03.71 | СССР-11145     | Ворошиловград                 | 64/64   | Розбився при заході на посадку. Знос лонжерона.                                                        |
| 12.10.71 | СССР-11137     | Кишинів                       | ?/?     | Груба посадка.                                                                                         |
| 02.1972  | СССР-11142     | Ростов-на-Дону                | ?/?     | Загорівся під час обслуговування.                                                                      |
| 18.05.72 | СССР-11215     | Харків                        | 122/122 | Обидві консолі крила склалися вгору під час заходу на посадку. Втома металу.                           |

## Технічні характеристики
Джерело: 
Основні характеристики
- Екіпаж: 5 осіб
- Пасажиромісткість: 132 пасажира або 100 парашутистів
- Вантажопідйомність: 12000 кг
- Довжина: 34,00 м
- Висота: 9,83 м
- Розмах крила: 38,00 м

- Площа крила: 121,73 м
- Крило у плані: трапецевидне
- Максимальна злітна маса: 51000 кг
- Маса палива у внутрішніх баках: 14270 л
- Силова установка: 4 × Турбогвинтовий АІ-20  4000 к.с. ( 2942 кВт)
- Повітряний гвинт: АВ-68І
- Діаметр гвинта: 4,50 м

Льотні характеристики
- Крейсерська швидкість: 520 км/год
- Практична дальність: 2000 км
- Перегінна дальність: 4000 км